# Parlamentní volby v Kamerunu v roce 1978
Parlamentní volby v Kamerunu se konaly 28. května 1978. V zemi v té době byla legální jediná politická strana, Kamerunský národní svaz. O místo na volební kandidátce se ucházelo 2 618 lidí. Nakonec na ni bylo vybráno 120 osob. Tento počet odpovídal počtu dostupných křesel v Národním shromáždění. Oficiální volební účast byla 98,69 %.

## Volební výsledky
| Politická strana                    | Hlasy     | %       | Mandáty |
| ----------------------------------- | --------- | ------- | ------- |
| Kamerunský národní svaz             | 3 614 768 | 100 %   | 120     |
| Celkem                              | 3 614 768 | 100 %   | 120     |
|                                     |           |         |         |
| Platných hlasů                      | 3 614 768 | 99,98 % |         |
| Neplatných hlasů                    | 596       | 0,02 %  |         |
| Celkem hlasů                        | 3 615 364 | 100 %   |         |
| Registrovaných voličů/volební účast | 3 663 358 | 98,69 % |         |